# Hervey Bay, Queensland
Hervey Bay este o localitate în statul Queensland, Australia.